# Katyn-Tau
Il monte Katyn-Tau (in russo Катын-Тау?; in georgiano კათინთაუ?) è una delle vette del Muro di Bezengi della Catena del Caucaso. Si trova nella Cabardino-Balcaria (Russia) al confine con la Mingrelia-Alta Svanezia (Georgia).
È situato sul territorio della Riserva naturale Cabardino-Balcaria, nel corso superiore del fiume Bezengijskij Čerek. La sua altezza è di 4979 m..